# Can Gurri (Alella)
Can Gurri és una obra d'Alella (Maresme) protegida com a Bé Cultural d'Interès Local.

## Descripció
Edifici de planta quadrangular que consta de plantes a diferents alçades pel desnivell del sòl i amb la coberta de teula àrab a dues aigües i el carener paral·lel a la façana principal.
Té un portal adovellat. L'entrada al recinte es produeix pel carrer Gurri a través d'un barri amb porta de ferro a l'any 1886 a la part superior.
Un mur envolta el recinte que a la part nord disposa d'una extensa zona enjardinada.
La masia es dreça segurament en terres del que havia estat el mas Janer, documentat fes del segle xiii. Conserva un característic i imponent celler semisoterrat a la banda nord. La qualitat constructiva de les voltes de rajola gairebé planes li atorga un marcat caràcter i el converteix en un dels més emblemàtics del municipi. La finca s'estenia pràcticament entre can Calderó i cal Marquès. De les seves parcel·lacions en sorgia el que a partir dels anys 20 del segle XX es coneixia com a barri del Rost, fins aleshores anomenat barri d'en Gurri.